# Cleistanthus camerunensis
Espèce
Synonymes
- Cleistanthus camerunensis J.Léonard[2]
- Cleistanthus kasaiensis J.Léonard[2]
- Cleistanthus michelsonii J.Léonard[2]
- Cleistanthus racemosus Pierre ex Hutch.[2]
- Cleistanthus willmannianus J.Léonard[2]

Cleistanthus camerunensis est une espèce de plantes à fleurs de la famille des Phyllanthaceae.

## Habitat
Elle est répandue au Cameroun.